# The Walker Brothers
The Walker Brothers je ime američkog rock i pop sastava iz 1960-ih koji je svoj uspjeh doživio u Britaniji. 
Walker Brothersi nisu bili Britanci, nisu bili braća, a i njihovo prezime nije bilo Walker već Scott Engel, John Maus i Gary Leeds, bili su velike zvijezde u Britaniji i vrlo male u rodnoj zemlji. 

## Članovi sastava
- Scott Walker – rođen kao Noel Scott Engel, 9. siječnja 1943. u Hamiltonu, Ohio: vokal, bas-gitara
- Gary Walker – rođen kao Gary Leeds 9. ožujka 1942. u Glendaleu, Kalifornija: bubnjevi, vokal.
- John Walker – rođen kao John Maus 12. studenoga 1943. u New Yorku: gitara, vokal

## Povijest sastava
The Walker Brothers osnovani su u Los Angelesu 1964. od strane glazbenika koji su već svirali u različitim grupama. 
Tako je Scott Engel  svirao u grupi The Routers, a Gary Leeds u The Standellsima. John Maus imao je vlastitu grupu, kojoj se prvi pridružio Scott Engel svirajući bas. Tada im se pridružio Leeds i tako je nastao trio Walker Brothers. Gary Leeds koji je bio na glazbenoj turneji u Britaniji kao prateći glazbenik pjevača P. J. Probya, poslao je demosnimke u tada glazbeno življi i moderniji London, glazbenom producentu Johnny Franzu. Ovaj ih je pozvao u London, ali kad su se veljači 1965. pojavili, odbio je potpisati ugovor s njima. 
No momci su se snašli, nastupavši po razno raznim nastupima i osigurali ugovor za snimanje ploča s kućom Philips Records. Njihov prvi singl  Pretty Girls Everywhere, s Mausom kao glavnim pjevačem, nije baš dobro prihvaćena, ali su se britanske radio stanice oduševile sljedećom pjesmom -  Love Her, koju je otpjevao Engel sa svojim baritonom, i tako se ta pjesma popela na britansku top listu u lipnju 1965. Ovu skladbu su već snimili The Everly Brothers kao B stranu na svojoj sing ploči The Girl Who Sang The Blues 1963.
Izdavačka kuća Philips, zatim je snimila i izdala njihovu izvedbu balade Burta Bacharacha i Hala Davida - Make It Easy on Yourself ( ovu skladbu već prije je snimio pjevač Jerry Butler). I ovu pjesmu je vrlo sugestivno otpjevao Engel ( koji se prezvao u Scott Walker ), orkestraciju je napravio Ivor Raymonde, a glazbenu produkciju vodio Johnny Franz. On je osigurao veliki orkestar u stilu produkcije Phila Spectora. Uspjeh je uslijedio u kolovozu 1965. kad se ploča popela na britanski Top 10, a na kraju godine došla je #16 američkih ljestvica.
Zatim je uslijedio uspjeh u ožujku 1966. s My Ship Is Coming In (#3 u Britaniji), a zatim je uslijedio njihov najveći uspjeh sa  The Sun Ain't Gonna Shine Anymore. ( #1 u Britaniji). U to vrijeme bili su u zenitu popularnosti u Britaniji, osobito Scott Walker koji je postao tinejdžerska zvijezda (među djevojkama). Pjesma je ušla i na američke liste, ali tek #13.
Walker Brothers nastavili su nizati uspješnice u Britaniji tijekom 1966. i 1967., sa Scottom koji je sve više preuzimao ulogu lidera u sastavu. No i njih je pregazilo vrijeme i promjena glazbenog ukusa, tako da su se 1968., nakon turneje po Japanu razišli zbog nesuglasica i različitih umjetničkih usmjerenja.
Članovi Walker Brothersa nastavili su solo karijere, od njih je svakako Scott imao najviše uspjeha. 
1976. grupa se nenadano ponovno okupila i uspjela još jednom osvojiti britansku publiku s hitom Toma Rusha - No Regrets. No njihova sljedeća tri albuma, prošla su vrlo loše, tako se grupa ponovno raspala.

## Diskografija

### Singl ploče
| A-strana                            | B-strana                     | Godina izdanja | Britanska top ljestvica | Američka top ljestvica |
| ----------------------------------- | ---------------------------- | -------------- | ----------------------- | ---------------------- |
| "Pretty Girls Everywhere"           | "Doin' the Jerk"             | 1965           | -                       | -                      |
| "Love Her"                          | "The Seventh Dawn"           | 1965           | 20                      | -                      |
| "Make It Easy On Yourself"          | "But I Do"                   | 1965           | 1                       | 16                     |
| "My Ship Is Coming In"              | "You're All Around Me"       | 1965           | 3                       | 63                     |
| "The Sun Ain't Gonna Shine Anymore" | "After The Lights Go Out"    | 1966           | 1                       | 13                     |
| "(Baby) You Don't Have To Tell Me"  | "My Love Is Growing"         | 1966           | 13                      | -                      |
| "Another Tear Falls"                | "Saddest Night In The World" | 1966           | 12                      | -                      |
| "Deadlier Than The Male"            | "Archangel"                  | 1966           | 32                      | -                      |
| "Stay With Me Baby"                 | "Turn Out The Moon"          | 1967           | 26                      | -                      |
| "Walking In The Rain"               | "Baby Make It The Last Time" | 1967           | 26                      | -                      |
| "No Regrets ( skladba Tom Rusha)"   | "Remember Me"                | 1976           | 7                       | -                      |
| "Lines"                             | "First Day"                  | 1976           | -                       | -                      |
| "We're All Alone"                   | "Have You Seen My Baby"      | 1977           | -                       | -                      |
| "The Electrician"                   | "Den Haague"                 | 1978           | -                       | -                      |

### Studijski albumi
| Naziv                                 | Godina izdanja | Etiketa         | Britanska top ljestvica albuma |
| ------------------------------------- | -------------- | --------------- | ------------------------------ |
| Take It Easy with The Walker Brothers | 1965           | Philips Records | 3                              |
| Portrait                              | 1966           | Philips Records | 3                              |
| Images                                | 1967           | Philips Records | 6                              |
| No Regrets                            | 1975           | GTO Records     | 49                             |
| Lines                                 | 1976           | GTO Records     | -                              |
| Nite Flights                          | 1978           | GTO Records     | -                              |

## Vanjske poveznice
- Dodatne informacije
- Scott Walker-Fanpage  Arhivirana inačica izvorne stranice od 28. prosinca 2012. (Wayback Machine)